# Сан Деметрио Короне
Сан Демѐтрио Коро̀не (на италиански: San Demetrio Corone, на арбърешки: Shën Mitri, Шън Митри) е малко градче и община в Южна Италия, провинция Козенца, регион Калабрия. Разположено е на 521 m надморска височина. Населението на общината е 3693 души (към 2010 г.).
 В това градче живее албанско общество, наречено арбъреши. Те са се заселили в този район между XV и XVIII век като бежанци от османското владичество. Градче Сан Деметрио Короне е част от етнографическия район Арберия.